# С'єнгнгун

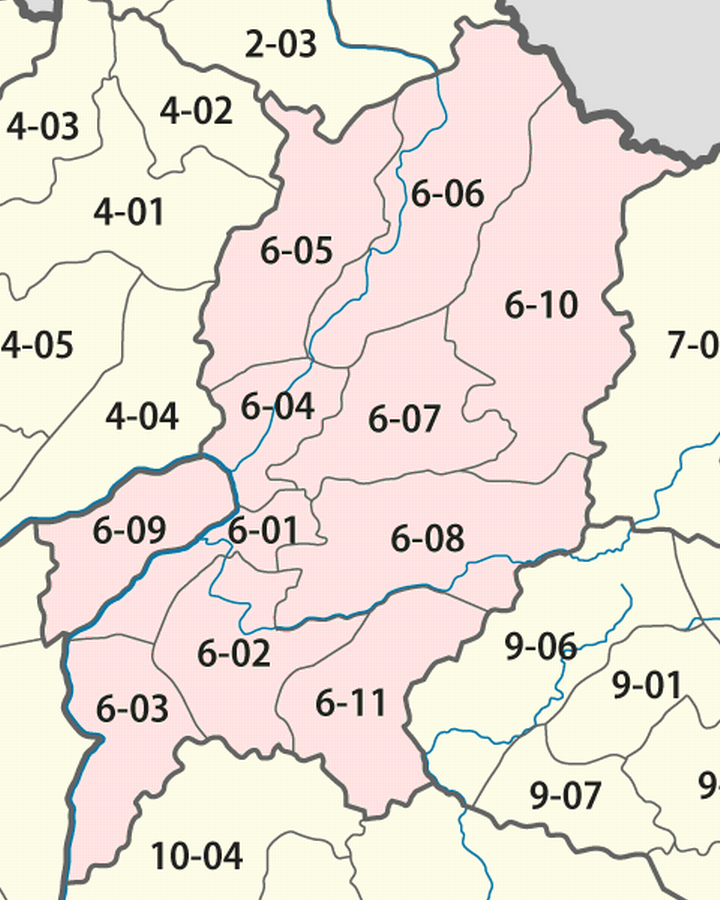
Число 6-02

С'єнгнгун — один з районів (лаос. ເມືອງ муанг) провінції Луанг-Прабанг, Лаос.